# Schweizer Farbentauben
Schweizer Farbentauben bilden eine Untergruppe der Farbentauben. Zu ihnen gehören mit Ausnahme des Schweizer Kröpfers alle Rassetauben, die in der Schweiz herausgezüchtet wurden.
Die Schweizer Farbentauben weichen in Form und Typ von anderen Farbentauben etwas ab und bildeten bereits eine eigene Untergruppe innerhalb der Farbentaubenfamilie, als diese noch nicht nach ihrer Herkunft, sondern nach der Zeichnung in die Untergruppen Vollfarbige, Farbige mit weißen Zeichnungen und Weiße mit farbigen Zeichnungen unterteilt wurde. Mit Ausnahme des Zürcher Weissschwanzes tragen alle eine ausgeprägte Spitzkappe.
Die Schweizer Farbentauben lassen sich in mehrere Rassenkreise teilen. Für Aargauer, Berner, Thurgauer und Wiggertaler Tauben wurde ein einheitlicher Standard erarbeitet. Sie unterscheiden sich nur durch Farbe und Zeichnung. Auch Luzerner und Zürcher Weissschwänze werden diesem Standard zugeordnet. Da sich Aargauer und Berner Tauben nur in der Zeichnung, nicht aber im Typ unterscheiden, werden ihre einfarbigen Varianten zusammenfassend als Einfarbige Schweizertauben bezeichnet.
Luzerner Tauben haben eine kleinere, gedrungene Figur und sind im Unterschied zum vorgenannten Rassenkreis behost. Zu ihren Vorfahren zählen neben Feldtauben, den ursprünglichen domestizierten Haustauben, auch Mövchentauben.

## Rassen
Folgende Rassen werden zu den Schweizer Farbentauben gezählt:
- Aargauer und Zürcher Rassen:
  - Aargauer Weissschwanz (CH/0410)
  - Wiggertaler Farbenschwanz (CH/0429)
  - Zürcher Weissschwanz (CH/0430)

- Berner Rassen:
  - Berner Gugger (CH/0411)
  - Berner Lerche (CH/0412)
  - Berner Rieselkopf (CH/0413)
  - Berner Spiegelschwanz (CH/0414)
  - Berner Weissschwanz (CH/0415)

- Thurgauer Rassen

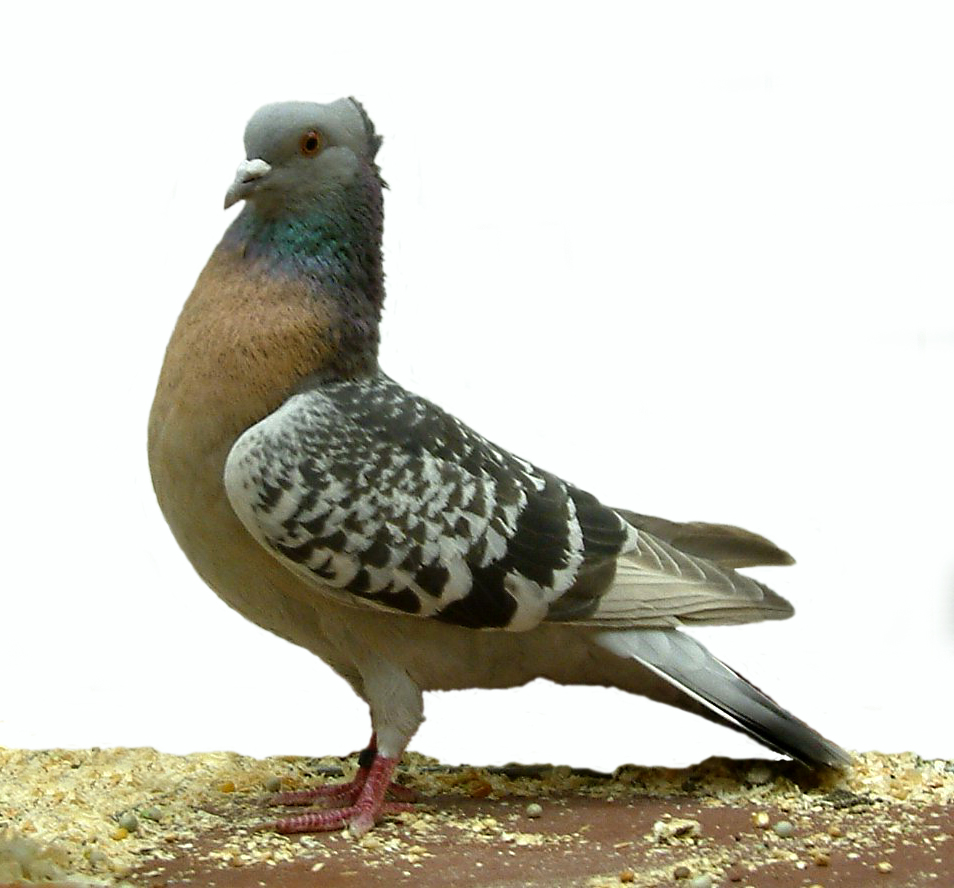
Berner Lerche

  - Einfarbige Schweizertaube (CH/0416)
  - Thurgauer Elmer (CH/0424)
  - Thurgauer Mehlfarbige (CH/0425)
  - Thurgauer Mönch (CH/0426)
  - Thurgauer Schildtaube (CH/0427)
  - Thurgauer Weissschwanz (CH/0428)

- Luzerner Rassen:

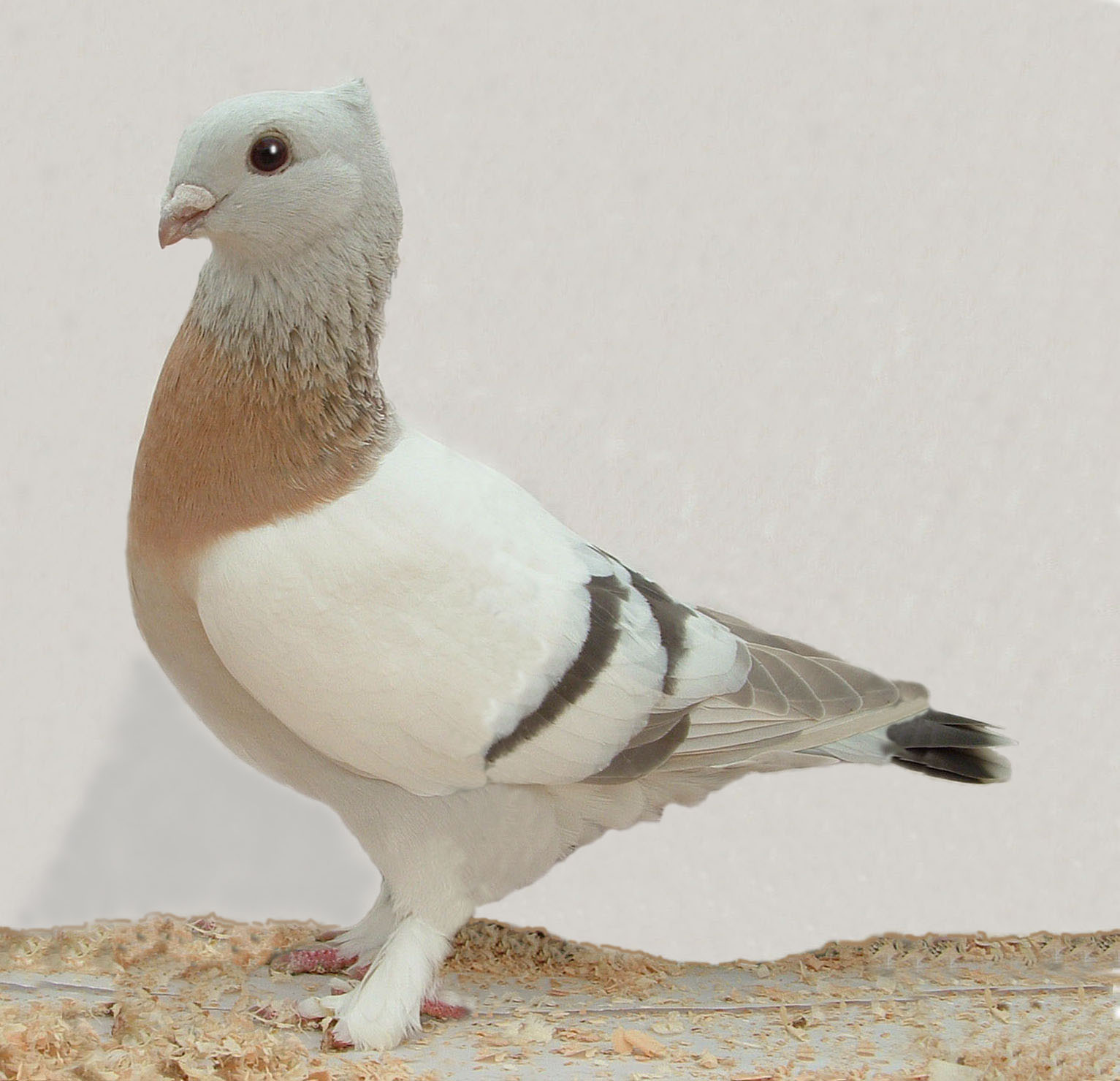
Luzerner Goldkragen

  - Einfarbige Luzerner Taube (CH/0417), =Luzerner Einfarbig
  - Luzerner Elmer (CH/0418)
  - Luzerner Goldkragen (CH/0421)
  - Luzerner Kupferkragen (CH/0420)
  - Luzerner Rieselkopf (CH/0422)
  - Luzerner Schildtaube (CH/0419)
  - Luzerner Weissschwanz (CH/0423)

- Besondere Schweizer Taubenrassen:
  - Berner Halbschnäbler (CH/0483)
  - Eichbühler (CH/0484)
  - Poster (CH/0485)
  - Sankt Galler Flügeltaube (CH/0431)

Des Weiteren sind auch Farbenschläge der Schweizer Farbentauben unter eigenem Namen bekannt, wie
- Berner Blauschwanz, der blaue Farbenschlag der einfarbigen Schweizertaube,
- Berner und Thurgauer Einfarbe, die zu den einfarbigen Schweizertauben zusammengefasst werden,
- die Luzerner Lerche, die zu den Luzerner Kupferkragen gezählt wird,
- Thurgauer Gelbelmer und Thurgauer Braunelmer, die Thurgauer Elmer mit gelber bzw. brauner Zeichnung,
- Luzerner Gelbelmer und Luzerner Braunelmer, die Luzerner Elmer mit gelber oder brauner Zeichnung,
- Berner Gugger-Blauschwanz und Berner Gugger-Weissschwanz, die Farbenschläge der Berner Guggertaube.

Selten werden Thaynger Schwalbentaube, die sich nur durch eine grobe weiße Stirnschnippe auf der farbigen Kopfplatte von der Nürnberger Schwalbe unterscheidet, und die Gelbe von Wipfel beschrieben. Letztere war eine einfache gelbe, glattfüßige und glattköpfige Taube, die um 1950 in Schaffhausen entstand.